# ネジプ・ウイサル
ネジプ・ウイサル(1991年1月24日-)はトルコのサッカー選手。ポジションはMF。ベシクタシュJK所属。

## 経歴
2004年にベシクタシュJKに移籍するまではアマチュアでプレーしていた。
2019年2月25日のフェネルバフチェSKとのダービーマッチでは相手のスローインの際、ボールを渡さなかったため両チームの乱闘に発展した。その直後にイエローカードをベンチメンバーながら受けている。

## タイトル
ベシクタシュJK
- スュペル・リグ : 2020-21